# Ligat ha'Al 2013-2014
La Ligat ha'Al 2013-2014 è stata la 73ª edizione della massima divisione del campionato israeliano di calcio.
La stagione è iniziata il 24 agosto 2013 e si è conclusa il 27 maggio 2014 con la vittoria del Maccabi Tel Aviv, campione per la ventesima volta.
Capocannoniere del torneo è stato Eran Zahavi, in forza al Maccabi Tel Aviv, con 29 goal.

## Formula
Per la presente stagione, l'IFA ha confermato la stessa formula adottata a partire dal precedente campionato.
Prendono parte alla massima serie 14 squadre, che si affrontano, dapprima, in un girone all'italiana di 26 giornate, tra andata e ritorno.
Al termine della stagione regolare, le sei squadre classificatesi dal primo al sesto posto partecipano nei play-off per il titolo e per la qualificazione alle Coppe europee; le otto squadre classificatesi dal settimo al quattordicesimo posto disputano, invece, i play-out per determinare le retrocessioni.
Tanto nei play-off quanto nei play-out, le squadre partono con gli stessi punti ottenuti durante la stagione regolare.
Saranno retrocesse le ultime due squadre classificatesi ai play-out, che verranno rimpiazzate dalle due squadre promosse dalla Liga Leumit.
I play-off si disputano in partite di andata e ritorno, per un totale di 10 giornate (dalla 27ª alla 36ª giornata). I play-out, invece, si disputano in partite di sola andata, per un totale di sette giornate (dalla 27ª alla 33ª).
Ciascuna squadra, pertanto, disputerà complessivamente 36 o 33 partite, a seconda che partecipi ai play-off o ai play-out.

## Squadre partecipanti
| Club                | Città          | Stadio                            | Posizione 2012-2013 |
| ------------------- | -------------- | --------------------------------- | ------------------- |
| Ashdod              | Ashdod         | Stadio HaYud-Alef                 | 7º posto            |
| Beitar Gerusalemme  | Gerusalemme    | Teddy Stadium                     | 10º posto           |
| Bnei Sakhnin        | Sakhnin        | Stadio Doha                       | 12º posto           |
| Bnei Yehuda         | Tel Aviv       | Bloomfield Stadium                | 4º posto            |
| Hapoel Akko         | Acri           | Stadio Municipale di Acri         | 11º posto           |
| Hapoel Be'er Sheva  | Be'er Sheva    | Stadio Municipale Arthur Vasermil | 8º posto            |
| Hapoel Haifa        | Haifa          | Stadio Qiryat Eliezer             | 9º posto            |
| Hapoel Ra'anana     | Ramat Gan      | Karnei Oren Memorial Field        | 2° in Liga Leumit   |
| Hapoel Tel Aviv     | Tel Aviv       | Bloomfield Stadium                | 3º posto            |
| Ironi K. Shmona     | Kiryat Shmona  | Stadio Ironi                      | 5º posto            |
| Ironi R. HaSharon   | Ramat HaSharon | Stadio Yankela Grundman           | 6º posto            |
| Maccabi Haifa       | Haifa          | Stadio Qiryat Eliezer             | 2º posto            |
| Maccabi Petah Tiqwa | Petah Tiqwa    | Stadio HaMoshava                  | 1° in Liga Leumit   |
| Maccabi Tel Aviv    | Tel Aviv       | Bloomfield Stadium                | Campione            |

## Stagione regolare

### Classifica
|  | Pos. | Squadra             | Pt | G  | V  | N | P  | GF | GS | DR  |
|  | ---- | ------------------- | -- | -- | -- | - | -- | -- | -- | --- |
|  | 1.   | Maccabi Tel Aviv    | 66 | 26 | 21 | 3 | 2  | 58 | 18 | +40 |
|  | 2.   | Hapoel Be'er Sheva  | 59 | 26 | 18 | 5 | 3  | 48 | 19 | +29 |
|  | 3.   | Ironi K. Shmona     | 44 | 26 | 12 | 8 | 6  | 38 | 26 | +12 |
|  | 4.   | Maccabi Haifa       | 44 | 26 | 13 | 5 | 8  | 39 | 30 | +9  |
|  | 5.   | Bnei Sakhnin        | 40 | 26 | 11 | 7 | 8  | 29 | 26 | +3  |
|  | 6.   | Hapoel Tel Aviv     | 39 | 26 | 11 | 6 | 9  | 51 | 38 | +13 |
|  | 7.   | Ashdod              | 31 | 26 | 8  | 7 | 11 | 29 | 34 | -5  |
|  | 8.   | Hapoel Haifa        | 31 | 26 | 8  | 7 | 11 | 27 | 34 | -7  |
|  | 9.   | Beitar Gerusalemme  | 30 | 26 | 8  | 6 | 12 | 21 | 28 | -7  |
|  | 10.  | Hapoel Akko         | 27 | 26 | 6  | 9 | 11 | 24 | 37 | -13 |
|  | 11.  | Hapoel Ra'anana     | 26 | 26 | 6  | 8 | 12 | 20 | 33 | -13 |
|  | 12.  | Maccabi Petah Tiqwa | 23 | 26 | 5  | 8 | 13 | 28 | 45 | -17 |
|  | 13.  | Bnei Yehuda         | 20 | 26 | 4  | 8 | 14 | 26 | 39 | -13 |
|  | 14.  | Ironi R. HaSharon   | 20 | 26 | 5  | 5 | 16 | 21 | 52 | -31 |

Legenda:

      Ammesse ai play-off

      Ammesse ai play-out

### Risultati
|                   | Ash  | BeG  | BnS  | BnY  | HAk  | HBS  | HHa  | HRa  | HTA  | IKS  | IRH  | MHa  | MPT  | MTA  |
| ----------------- | ---- | ---- | ---- | ---- | ---- | ---- | ---- | ---- | ---- | ---- | ---- | ---- | ---- | ---- |
| Ashdod            | –––– | 1-0  | 0-0  | 1-0  | 0-0  | 2-2  | 1-0  | 1-2  | 4-5  | 2-1  | 3-0  | 3-2  | 2-0  | 0-0  |
| Beitar G.         | 2-0  | –––– | 0-1  | 2-1  | 1-0  | 0-2  | 0-1  | 1-1  | 1-0  | 1-4  | 0-1  | 1-0  | 1-0  | 1-2  |
| Bnei Sakhnin      | 2-1  | 0-0  | –––– | 0-1  | 1-0  | 0-4  | 2-0  | 2-0  | 4-0  | 1-1  | 1-1  | 0-0  | 0-2  | 0-2  |
| Bnei Yehuda       | 1-0  | 0-0  | 2-4  | –––– | 1-0  | 1-2  | 2-2  | 0-0  | 2-2  | 0-0  | 0-1  | 0-2  | 2-4  | 0-2  |
| H. Akko           | 1-1  | 0-0  | 0-2  | 3-2  | –––– | 1-2  | 2-1  | 0-0  | 2-1  | 2-1  | 4-3  | 1-1  | 1-3  | 0-2  |
| H. Be'er Sheva    | 2-0  | 2-0  | 2-1  | 2-1  | 1-1  | –––– | 1-0  | 0-0  | 2-0  | 0-2  | 0-0  | 3-1  | 3-0  | 3-2  |
| H. Haifa          | 1-1  | 2-2  | 2-0  | 2-1  | 0-0  | 1-3  | –––– | 1-1  | 0-4  | 2-0  | 3-0  | 0-1  | 0-1  | 1-3  |
| H. Ra'anana       | 3-0  | 2-2  | 0-1  | 0-2  | 1-3  | 1-0  | 0-2  | –––– | 1-4  | 0-2  | 1-2  | 1-0  | 1-0  | 0-2  |
| H. Tel Aviv       | 2-1  | 3-1  | 0-0  | 2-2  | 2-0  | 1-3  | 4-0  | 0-0  | –––– | 1-1  | 3-0  | 2-4  | 3-1  | 2-3  |
| I. Kiryat Shmona  | 1-0  | 1-0  | 1-1  | 2-1  | 2-0  | 0-1  | 2-0  | 0-0  | 2-2  | –––– | 4-1  | 2-1  | 0-0  | 3-1  |
| I. Ramat HaSharon | 2-3  | 0-2  | 0-1  | 1-0  | 1-1  | 0-4  | 0-2  | 1-3  | 0-5  | 0-2  | –––– | 1-2  | 2-0  | 0-3  |
| M. Haifa          | 2-1  | 2-0  | 2-1  | 2-2  | 2-1  | 0-0  | 0-1  | 3-1  | 3-1  | 3-1  | 1-1  | –––– | 1-0  | 0-3  |
| M. Petah Tiqwa    | 1-1  | 0-2  | 1-3  | 2-2  | 1-1  | 1-3  | 1-1  | 1-0  | 0-2  | 3-3  | 3-3  | 0-3  | –––– | 0-2  |
| M. Tel Aviv       | 2-0  | 1-0  | 4-1  | 1-0  | 5-0  | 3-1  | 2-2  | 3-1  | 1-0  | 3-0  | 1-0  | 3-1  | 2-2  | –––– |

## Play-off
Le squadre mantengono i punti conquistati nella stagione regolare.

### Classifica
|                     | Pos. | Squadra            | Pt | G  | V  | N  | P  | GF | GS | DR  |
| ------------------- | ---- | ------------------ | -- | -- | -- | -- | -- | -- | -- | --- |
| Campione di Israele | 1.   | Maccabi Tel Aviv   | 84 | 36 | 26 | 6  | 4  | 76 | 30 | +46 |
|                     | 2.   | Hapoel Be'er Sheva | 68 | 36 | 20 | 8  | 8  | 56 | 33 | +23 |
|                     | 3.   | Ironi K. Shmona    | 64 | 36 | 18 | 10 | 8  | 59 | 38 | +21 |
|                     | 4.   | Hapoel Tel Aviv    | 58 | 36 | 16 | 10 | 10 | 72 | 47 | +25 |
|                     | 5.   | Maccabi Haifa      | 53 | 36 | 15 | 8  | 13 | 49 | 46 | +3  |
|                     | 6.   | Bnei Sakhnin       | 47 | 36 | 13 | 8  | 15 | 37 | 47 | -10 |

Legenda:

      Campione d'Israele e ammessa alla UEFA Champions League 2014-2015
      Ammesse alla UEFA Europa League 2014-2015
Note:

Tre punti a vittoria, uno a pareggio, zero a sconfitta.
Poiché l'Ironi Kiryat Shmona, vincitore della Coppa di Stato 2013-2014, è qualificato all'Europa League 2014-2015, la squadra classificata al quarto posto si qualifica al secondo turno preliminare di tale manifestazione.

### Risultati
|                  | BnS  | HBS  | HTA  | IKS  | MHa  | MTA  |
| ---------------- | ---- | ---- | ---- | ---- | ---- | ---- |
| Bnei Sakhnin     | –––– | 0-0  | 1-3  | 1-4  | 0-2  | 2-1  |
| H. Be'er Sheva   | 2-0  | –––– | 1-1  | 0-2  | 1-1  | 1-2  |
| H. Tel Aviv      | 3-0  | 1-2  | –––– | 4-2  | 4-0  | 3-1  |
| I. Kiryat Shmona | 2-0  | 3-0  | 1-1  | –––– | 1-0  | 2-2  |
| M. Haifa         | 1-2  | 2-1  | 1-1  | 1-3  | –––– | 2-2  |
| M. Tel Aviv      | 4-1  | 2-0  | 0-0  | 3-1  | 1-0  | –––– |

## Play-out

### Classifica
|  | Pos. | Squadra             | Pt | G  | V  | N  | P  | GF | GS | DR  |
|  | ---- | ------------------- | -- | -- | -- | -- | -- | -- | -- | --- |
|  | 7.   | Beitar Gerusalemme  | 42 | 33 | 12 | 6  | 15 | 31 | 32 | -1  |
|  | 8.   | Ashdod              | 39 | 33 | 10 | 9  | 14 | 35 | 45 | -10 |
|  | 9.   | Hapoel Ra'anana     | 38 | 33 | 9  | 11 | 13 | 31 | 40 | -9  |
|  | 10.  | Hapoel Akko         | 36 | 33 | 8  | 12 | 13 | 30 | 42 | -12 |
|  | 11.  | Hapoel Haifa        | 34 | 33 | 9  | 7  | 17 | 30 | 45 | -15 |
|  | 12.  | Maccabi Petah Tiqwa | 33 | 33 | 8  | 9  | 16 | 39 | 57 | -18 |
|  | 13.  | Ironi R. HaSharon   | 33 | 33 | 9  | 6  | 18 | 29 | 59 | -30 |
|  | 14.  | Bnei Yehuda         | 31 | 33 | 7  | 10 | 16 | 32 | 45 | -13 |

Legenda:

      Retrocesse in Liga Leumit 2014-2015
Note:

Tre punti a vittoria, uno a pareggio, zero a sconfitta.

### Risultati
|                   | Ash  | BeG  | BnY  | HAk  | HHa  | HRa  | IRH  | MPT  |
| ----------------- | ---- | ---- | ---- | ---- | ---- | ---- | ---- | ---- |
| Ashdod            | –––– |      |      | 1-0  | 4-1  |      | 0-1  | 0-5  |
| Beitar G.         | 1-0  | –––– |      | 0-2  |      |      | 4-0  | 3-0  |
| Bnei Yehuda       | 1-1  | 1-0  | –––– |      |      | 1-3  |      |      |
| H. Akko           |      |      | 1-1  | –––– | 1-0  | 1-1  | 1-2  |      |
| H. Haifa          |      | 1-0  | 0-1  | 0-2  | –––– | 0-2  | 0-1  |      |
| H. Ra'anana       | 1-1  | 0-2  |      |      |      | –––– |      | 4-2  |
| I. Ramat HaSharon |      |      | 0-1  |      |      | 0-0  | –––– | 4-1  |
| M. Petak Tiqwa    |      |      | 1-0  | 0-0  | 2-1  |      |      | –––– |

## Classifica marcatori
| Gol |  |  | Giocatore        | Squadra            |
| --- |  |  | ---------------- | ------------------ |
| 29  |  |  | Eran Zahavi      | Maccabi Tel Aviv   |
| 26  |  |  | Omer Damari      | Hapoel Tel Aviv    |
| 15  |  |  | Alon Turgeman    | Maccabi Haifa      |
| 12  |  |  | Rade Prica       | Maccabi Tel Aviv   |
| 11  |  |  | David Manga      | Ironi K. Shmona    |
| 11  |  |  | Žarko Korać      | Hapoel Haifa       |
| 11  |  |  | Mohammed Kalibat | Bnei Sakhnin       |
| 11  |  |  | Rubén Rayos      | Maccabi Haifa      |
| 11  |  |  | Glynor Plet      | Hapoel Be'er Sheva |
| 10  |  |  | Maor Buzaglo     | Hapoel Be'er Sheva |

## Verdetti
- Campione di Israele:  Maccabi Tel Aviv
- In UEFA Champions League 2014-2015:  Maccabi Tel Aviv
- In UEFA Europa League 2014-2015:  Ironi K. Shmona,  Hapoel Be'er Sheva e  Hapoel Tel Aviv
- Retrocessi in Liga Leumit 2014-2015:  Bnei Yehuda e  Ironi R. HaSharon